# Сумцов Микола Михайлович
Микола Михайлович Сумцов  — радянський діяч, голова Волинського окрвиконкому. Член ВУЦВК.

## Життєпис
Член РКП(б). 
Учасник громадянської війни в Росії.
У січні — лютому 1922 року — голова виконавчого комітету Запорізької губернської ради.
У жовтні 1925 — січні 1927 року — голова виконавчого комітету Волинської окружної ради в місті Житомирі.
На 1928—1930 роки — голова Миколаївської окружної планової комісії та заступник голови виконавчого комітету Миколаївської окружної ради.
У серпні — вересні 1930 року — в.о. голови виконавчого комітету Миколаївської окружної ради.
Подальша доля невідома.